# La calle Montorgueil
La calle Montorgueil (en francés La Rue Montorgueil) es un cuadro al óleo del pintor francés Claude Monet con ocasión de la Fiesta Nacional de Francia y de la clausura de la Exposición Universal. Los colores vivos, la profusión de banderas francesas ponen en evidencia la atmósfera festiva de ese día. Se encuentra en el Museo de Orsay en París.

## Características
La tela alberga semejanzas con La calle Mosnier con banderas, un cuadro de Édouard Manet mucho más melancólico sobre el mismo tema y el mismo día.
Monet realizó esta obra cuando se paseaba por París buscando motivos para pintar. Regresó a la capital para el nacimiento de su hijo Michel y preocupado por el estado de salud de Camille. Muestra la atracción del pintor por las banderas ondeando en el viento.
« Me encantan las banderas. La primera fiesta nacional del 14 de julio, me paseaba por la rue Montorgueil con mis instrumentos de trabajo; la calle estaba llena de banderas y con una gran cantidad de gente. Vi un balcón, subí y pedí permiso para pintar, que me fue concedido. Luego volví a bajar de incógnito!» -  Claude Monet.